# Hodonínka
Die Hodonínka ist ein linker Nebenfluss der Svratka in Tschechien.

## Verlauf
Die Hodonínka entspringt einen knappen Kilometer nördlich von Nyklovice in 652 m ü. NN. am östlichen Fuße der Bořina (740 m) auf der früheren Landesgrenze zwischen Böhmen und Mähren. An ihrem nach Südosten führenden Oberlauf wird sie als Nyklovický potok bezeichnet und bildete bis zum Hof Lamberk die böhmisch-mährische Grenze. In Olešnice fließt linksseitig der Veselský potok zu. Ab dessen Einmündung führt das Gewässer den Namen Hodonínka und ändert seine Flussrichtung nach Süden.
Über Křtěnov und Loucký Dvůr führt der weitere Lauf bis Hodonín. Hier bildet die Hodonínka ein tief eingeschnittenes Tal und wendet sich nach Westen. Über Beranka fließt die Hodonínka schließlich bis Olešnička, wo sie nach 24 km in die Svratka mündet. Ihr Einzugsgebiet beträgt 67 km². Sie hat ein durchschnittliches Gefälle von 13,2 %.

## Hochwasser
Am Abend des 15. Juli 2002 schwoll die Hodonínka und der Crhovský potok nach einem starken Gewitter zu einem reißenden Strom an. Das Flüsschen, das im Normalfall eine Breite von 2 m und 10 cm Wassertiefe hat, stieg innerhalb von zwei Stunden auf 2,5 m an und erreichte eine Breite von 40 bis 50 m. In Olešnička erreichte die Flut mit 110 m³/s die Svratka. Dabei ertranken zwei Menschen, außerdem wurden 50 Häuser vollständig überflutet sowie Straßen und Brücken zerstört. Infolge der Flut wurde am Veselský potok ein System von fünf Hochwasserrückhaltebecken angelegt.

## PP Nyklovický potok
Östlich von Rovečné bildet der Bach auf einer Länge von anderthalb Kilometern zahlreiche Mäander mit Baumbestand und Schneeglöckchen an den Ufern. Dieser Abschnitt ist seit 1990 auf einer Fläche von 11,74 ha als Naturdenkmal PP Nyklovický potok geschürzt.

## Zuflüsse
- Veselský potok (l), in Olešnice
- Crhovský potok (l), unterhalb Křtěnov
- Dvorský potok (l), in Loucký Dvůr
- Loucký potok (l), bei Louka
- Rozsečský potok (l), in Hodonín